# Atractus andinus
Atractus andinus är en ormart som beskrevs av Prado 1944. Atractus andinus ingår i släktet Atractus och familjen snokar. Inga underarter finns listade.
Arten förekommer i bergstrakter i Colombia. Honor lägger ägg.